# Mong Mao
Mong Mao was tijdens de middeleeuwen een land in het zuidoosten van Azië, op de plek van het huidige grensgebied van China en Myanmar. Bevolking en heersers behoorden tot het Daivolk dat ook tegenwoordig nog in het zuidoosten van China woont. Mong Mao was afwisselend verdeeld in verschillende rijkjes of verenigd onder een enkele heerser. De hoofdstad verplaatste zich geregeld, maar bevond zich meestal ergens langs de rivier de Shweli, in de buurt van de huidige grensstad Ruili.
De belangrijkste historische bron over Mong Mao is de Mong Maokroniek uit de tijd van de Mingdynastie, waarvan verschillende versies bewaard zijn die op details verschillen. De eerste heerser van Mong Mao die in de kroniek genoemd wordt kwam halverwege de 6e eeuw aan de macht.
Halverwege de 13e eeuw, nadat de Mongolen het koninkrijk Dali rond 1254 onderwierpen, ontstond in het zuidoosten van China een machtsvacuüm waar de koningen van Mong Mao gebruik van maakten door hun gebied uit te breiden. In 1448 werd Mong Mao onderworpen door een coalitie van de Ming met lokale Dai-heersers van aangrenzende gebieden.